# Алехандро Мельо
Альваро Алехандро Мельо Сільвера (ісп. Alvaro Alejandro Mello; 13 травня 1979) — уругвайський футболіст, нападник «Ель Танке Сіслей».
Народився 13 травня 1979 року в Монтевідео, Уругвай.
Виступав за команди: «Насіонал» Уругвай (1999—2000, 2003—2004) — 18 ігор (2 м'ячі), «Рівер Плейт» Уругвай (2001-2002, 2006/07) — 50 ігор (22 м’яча), «Шанхай Шеньхуа» Китай (2004), «Такуарембо» Уругвай (2004, 2005/06) — 15 ігор (7 м’ячів), «Олімпія» Парагвай (2004/05) — 14 ігор (1 м’яч), «Рентістас» Уругвай (2005/06) — 14 ігор (9 м’ячів), «Букараманга» Колумбія (2007) — 11 ігор (1 м’яч).
Протягом 2007—2009 років виступав в одеському «Чорноморці», після чого продовжив виступи на батьківщині у клубі «Серро» (Монтевідео).